# Autoglotónimo
Un autoglotónimo (del griego clásico αὐτός [autós], ‘propio’, ‘por sí mismo’; de ɣλῶττα [glōtta], ‘lengua’ y de -ώνυμος [-ōnymos] ‘nombre’) es un etnoglotónimo que designa el nombre de la lengua de un grupo étnico en la propia lengua del grupo étnico. Se opone al término heteroglotónimo, que es el nombre que da otro grupo étnico a la lengua de un cierto grupo étnico.
Por ejemplo, en español nos referimos al idioma de Alemania como alemán (un heteroglotónimo que procede del nombre de la antigua tribu germánica de los alamanni), aunque los alemanes usan para referirse a su propia lengua el autoglotónimo Deutsch ("popular", "vernáculo", y este del protogermánico  *þiudiskaz - "del pueblo").

## Ejemplos de autoglotónimos
Muchos de los autoglotónimos significan simplemente ‘gente’ u ‘hombres’:
- Los yaquis y los mayos se autodesignan como yorem, que significa ‘personas, gente’.
- Los huicholes se autodesignan como wixárika, que probablemente significa ‘agricultor’ en huichol.
- Los esquimales se autodesignan como inuit, ‘hombre’.
- Algunos hablantes de quechua sureño designan su idioma como runa simi, ‘lengua del hombre’.

De manera paralela, muchos autoglotónimos significan simplemente «nuestra lengua» o la «lengua de los hombres». La siguiente tabla muestra algunos ejemplos:
| Lengua         | Autoglotónimo                                           | Glosa                                                     | Familia          | Localización                            |
| -------------- | ------------------------------------------------------- | --------------------------------------------------------- | ---------------- | --------------------------------------- |
| Tornedaliano   | meän-kieli 1ªPL.POS lengua                              | «nuestra lengua»                                          | Urálica          | Suecia                                  |
| Minangkabau    | bahaso awak lengua 1ªPL.INCL.POS                        | «nuestra lengua»                                          | Austronesia      | Indonesia                               |
| Itonama        | sihni padara 1ªPL.EXCL.POS lengua                       | «nuestra lengua»                                          | (no clasificada) | Bolivia                                 |
| Chibcha        | Muysccubun 1ªPL.EXCL.POS lengua                         | «lengua de la gente»                                      | (Chibcha)        | Colombia                                |
| Mosetén        | tsin-si' mik 1.PL-POS lengua                            | «nuestra lengua»                                          | Mosetén          | Bolivia                                 |
| Sirionó        | nande chëë 1.PL lengua                                  | «nuestra lengua»                                          | Tupí-Guaraní     | Bolivia                                 |
| Shipibo-Konibo | no-n joi 1.PL-GEN lengua/habla/palabra                  | «nuestra lengua»                                          | Pano             | Perú                                    |
| Quechua sureño | runa simi hombre lengua/boca                            | «lengua de los hombres»                                   | Quechua          | Argentina · Bolivia · Perú              |
| Aimara         | aymar aru, jaqi aru                                     | «lengua aimara» (moderno) «habla de los hombres» (jaqaru) |                  |                                         |
| Awá pit        | awá pit hombres lengua/boca                             | «lengua de los hombres»                                   | Barbacoana       | Colombia Ecuador                        |
| Guaraní        | avañe'ẽ hombre palabra/lengua                           | «lengua de los hombres»                                   | Tupí             | Argentina · Bolivia · Brasil · Paraguay |
| Zoque          | ode püt lengua gente                                    | «lengua de la gente»                                      | Mixe-Zoque       | México                                  |
| Mapuche        | Mapudungun tierra habla Chedungun/Chesungun gente habla | «habla de la tierra»/ «habla de la gente»                 | Aislada          | Chile · Argentina                       |